# 崇右技術学院
崇右技術学院（すううぎじゅつがくいん、Chung Yu Institute of Technology）は、台湾基隆市に位置する私立学院である。

## 歴史
| 年 | 月日 | 事跡 |
| -- | ---- | ---- |

## 組織
|  |  |
|  |  |